# Innamorata (Pat Benatar)
Innamorata è il decimo album discografico in studio (l'undicesimo in totale) della cantante statunitense Pat Benatar, pubblicato nel 1997.

## Tracce
Tutte le canzoni sono di Pat Benatar e Neil Giraldo, tranne dove indicato.
1. Guitar Intro – 0:23
2. Only You – 6:05
3. River of Love – 5:17
4. I Don't Want to Be Your Friend – 5:09
5. Strawberry Wine – 5:53
6. Purgatory – 4:54
7. Papa's Roses - 4:20
8. At This Time – 4:37
9. Dirty Little Secrets (Benatar, Giraldo, B. Thiel Jr.) – 5:18
10. Angry – 4:09
11. In These Times – 6:49
12. Innamorata – 3:23
13. Gina's Song (Haley Giraldo) – 0:22